# 竜泉市
竜泉市（りゅうせん-し）は中華人民共和国浙江省に位置する省直轄の県級市であり、しばらくの間、麗水市の代理管轄下に置かれている。陶器・シイタケが特産。

## 地理
竜泉市は浙江省西南部に位置し、東は温州経済開発区、西は福建省武夷山風景旅游区に接している交通の要衝である。東西は約70.25キロメートル、南北は70.80キロメートルであり、市内の大部分は山地で構成され、山地が総面積の70%を占めている。

## 歴史
759年（乾元2年）、括州松陽県と遂昌県の一部に竜泉県が設置された。1121年（宣和3年）に宋朝により県鎮名称に「竜」の文字を使用することが禁止された事に伴い剣川県と改称されたが、1131年（紹興元年）に竜泉県に戻された。1197年（慶元3年）、竜泉県南松源郷及び延慶郷に慶元県が一時設置されたが、1370年（洪武3年）に再び竜泉県に編入された。1990年、県級市に改編され現在に至る。

## 行政区画
- 街道：竜淵街道、西街街道、剣池街道、石達石街道
- 鎮：八都鎮、上垟鎮、小梅鎮、査田鎮、安仁鎮、錦渓鎮、住竜鎮、屏南鎮
- 郷：蘭巨郷、宝渓郷、道太郷、岩樟郷、城北郷、竜南郷
- 民族郷：竹垟シェ族郷

## 産業
特産物はシイタケである。
また10世紀より始まった製陶業も盛んである。竜泉青磁
伝説的な鍛冶師欧冶子が工房を開いた場所として知られる。

## 交通

### 鉄道
- 中国国家鉄路集団
  - 衢寧線（中国語版）
    - 竜泉市駅

### 道路
- 高速道路
  - 長深高速道路
  - 竜浦高速道路